# マンフレッド
『マンフレッド』（Manfred）は、バイロンによる劇詩。1817年にクローゼット・ドラマとして発表されたが、1824年にコヴェント・ガーデンで上演された。シューマンやチャイコフスキーによって音楽化された。ニーチェの超人思想にも影響を与えた。ゲーテの『ファウスト』からの影響があるとされる。

## あらすじ
アルプス山脈のユングフラウの城郭を舞台にマンフレッドと魔女、聖霊たちの形而上学的対話が展開される。人間でありながら、神ほどの万能感を獲得したマンフレッドは、愛する人を失うという過去を持つ。その悲痛な記憶を失いたくて、精霊を呼び出して、「忘却」をくれ、と要求する。精霊たちは、それはできないと言う。「獲得」は自由なのに「喪失」は思いのままにならぬと悟ったマンフレッドは、「喪失」の最高形態である「死」の問題に立ち向かうのであった。

## おもな登場人物
- マンフレッド
- 狩人
- 僧院長
- アルプスの魔女
- ペルシャの邪神アリマニーズ
- 復讐の女神ネメシス
- 精霊たち
- アスターティの亡霊

## 影響

### 本作が受けた影響
- アスターティ（マンフレッドが愛した女性）は、バイロンの異母姉オーガスタ・リーがモデルであると言われている[1]。
- アリマニーズは、拝火教の悪神アーリマンであると思われる。
- ハムレット冒頭に、「ホレイショよ、この天と地の間には、おまえの哲学が夢見る以上のものがあるのだ」という台詞の引用がある。
- 第2幕の第185行から第190行にかけてマギ、エロース、アンテロースについての言及があり、イアンブリコスのネオプラトニズムの影響が考えられる。
- ゲーテ『ファウスト』第一部（1808年）-「私の力はお前のともがら（悪魔）との契約によって得たものではない」という、ファウスト博士の伝説を意識した台詞がある。

### 本作が与えた影響
- 於母影：マンフレッドの一節を、森鷗外が漢詩と日本語の詩に訳した詩文が収録されている。
- 鎖を解かれたプロメテウス：交友があったロマン派詩人パーシー・シェリーのクローゼット・ドラマ
- ゲーテ『ファウスト』第二部（1833年）：ファウストとヘレネーの息子で、自由闊達な精神を持つがそのために早逝してしまうオイフォリオンは、バイロンがモデルと言われている。